# Jaroslava Mudroho
La stazione di Jaroslava Mudroho (in ucraino Ярослава Мудрого?, ), è una stazione della metropolitana di Charkiv, sulla linea Saltivs'ka.

## Storia
La stazione, inizialmente nota con il nome di Puškins'ka (in onore del poeta russo Aleksandr Sergeevič Puškin), venne attivata l'11 agosto 1984, contemporaneamente alla prima tratta (da Istoryčnyj muzej ad Akademika Baradašova) della linea Saltivs'ka. Il 29 aprile del 2024 la stazione è stata rinominata e ha preso il nome dal gran principe di Kiev Jaroslav il Saggio.

## Strutture e impianti
Si tratta di una stazione sotterranea, con due binari – uno per ogni senso di marcia – serviti da una banchina ad isola.